# Кемуінчаточа
Кемуінчаточа або Кемуенчаточа (*1472 —1538) — саке (володар) держави Хунза у 1490—1537 роках, тривалий час протистояв амбіціям правителів держави Баката, не зміг організувати спротиву іспанським конкістадорам. Ім'я перекладається як «Найвеличніший воїн».

## Життєпис
Походив з династії саке Тунхи, правителів об'єднання Хунза. Після загибелі вуйко Мічуа у 1490 році, відповідно до традиції успадкував владу над Хунзою. На той час його було 18 років. Про діяльність Кемуінчаточа відомо замало. намагався підтримувати повстання у державі Баката, щоб не дати їй рушити проти Хунзи.
У 1514 році з початком наступу бакатського сіпи Немекене проти Хунзи, Кемуінчаточа зумів створити потужну коаліцію, куди до власних військ додалися загони вождійств Согамосо, Дуїтама, Гамеса і Сачіка, а також родичі поваленого усакі з Гуатавіти. У вирішальній битві в місцині відомій свого часу як «Кола» (натепер не визначена) відбулася вирішальна битва, в якій лише раптова загибель Немекене врятувала ситуація. Але спроба скористатися цим з боку Кемуінчаточі не досягла успіху. Зрештою зберігся статус-кво.
У 1536 році війну між Хунзою і Бакатою припинили жерці та усаке Согамосо. Завдяки цьому вдалося на деякий час налагодити відносини між Кемуінчаточею та сіпою Тіскесусе.
З появою у 1537 році іспанців на чолі із Гонсало Хіменесом Кесадою, саке зайняв вичікувальну позицію, розраховуючи, що ті знищать його ворога — Тіскесусе. Коли ж кесада за пропозицією Великого Гуатавіти рушив до володінь Кемуінчаточі, той спрямував багаті подарунки, не бажаючи зустрічі. Але вона все ж таки відбулася в Хунзі 2 серпня 1537 році. Тоді під час перемовин, Кемуінчаточа не забажав визнавати зверхність короля Іспанії та вступати у відкритий союз із загарбниками. Тоді його було підступно схоплено й відправлено до Рамірікуі. Тут він через якийсь час зрікся влади на користь небожа Акімінсаке. Невдовзі помер, на початку 1538 року.

## Опис
Відповідно до конкістадорів Кемуінчаточа старий і дуже гладкий. За характером — проникливий, хитрий, жорстокий, сердитої вдачі, неймовірно впертий.